# Color field

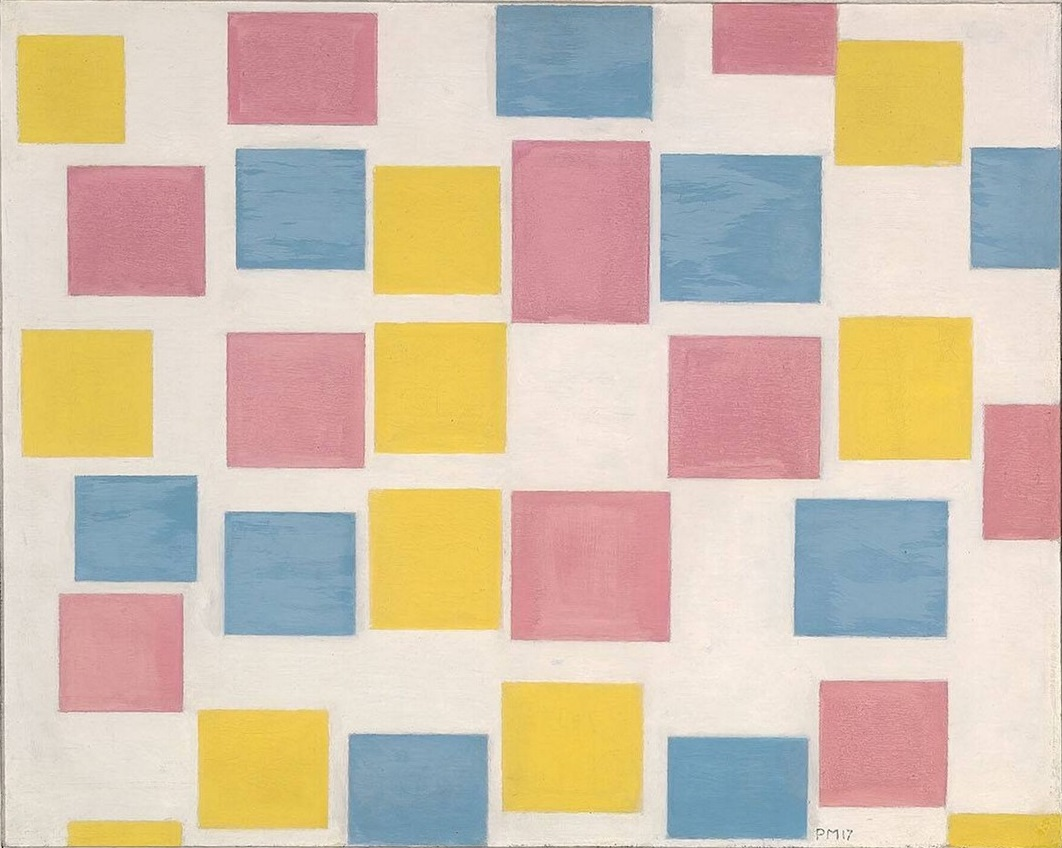
Composition - Piet Mondrian

Color field és un estil de pintura abstracta que va emergir a la ciutat de Nova York durant els anys quaranta i cinquanta del segle xx. Aquest estil es va inspirar del modernisme europeu i es troba estretament relacionat a l'expressionisme abstracte, sent que molts dels seus principals expositors pertanyien a aquest mateix moviment. El Color Field es troba caracteritzat, principalment, per amplis camps de color llis i sòlid, estesos o tenyits en el llenç, creant àrees de superfície uniforme i un pla llis d'imatge. El moviment atorga menor èmfasi a la pinzellada i l'acció, a favor de la consistència de la forma en el seu conjunt i del procés. En la pintura del Color Field, “el color és alliberat del context objectiu i es converteix en el subjecte en si mateix”.
A la fi de 1950 i inicis de 1960, els pintors del Color field van emergir a Gran Bretanya, Canadà, Washington, D. de C. i la costa est dels Estats Units, utilitzant formats amb franges, blancs, patrons geomètrics simples i referències a l'imaginari del paisatge i de la naturalesa.

## Arrels històriques
El punt d'atenció al món contemporani de l'art va començar a girar de París cap a Nova York a partir de la fi de la Segona Guerra Mundial i del desenvolupament de l'expressionisme abstracte estatunidenc. Durant finals dels cuarentas i inicis dels cincuentas, Clement Greenberg va ser el primer crític d'art a suggerir i identificar una dicotomia entre les diferents tendències en el cànon de l'expressionisme abstracte. Prenent acció juntament amb Harold Rosenberg (un altre artista important dins de l'expressionisme abstracte), qui va escriure sobre les virtuts de el "action painting" en el seu famós article “Artistes americans del action painting”, publicat en l'edició de desembre de 1952 en el periòdic Art news, Greenberg va observar una altra tendència cap a l'ús del color per complet o Color field en els treballs de diversos artistes de la trucada “Primera generació” d'expressionistes abstractes.
Mark Rothko va ser el primer dels artistes als quals Greenberg es va referir com a membre del moviment del Color field, exemplificant aquest amb la seva obra Magenta, black, green on orange, encara que el mateix Rothko es negués a adherir-se a algun corrent. Per Rothko, el color era “simplement un instrument”. En aquest sentit, les seves obres més conegudes – les “multiformes” i les seves altres pintures representatives – són, en essència, la mateixa expressió. No obstant això, aquestes són, també, un mecanisme d'expressió de les “més bàsiques emocions humanes”, com el són les seves pintures surrealistes i mitològiques. El que tenen en comú aquestes innovacions en estil és una preocupació per la “tragèdia, èxtasi i fatalitat”. Per 1958, qualsevol expressió espiritual que Rothko hagués tractat de retratar en el llenç, es tornava més fosca. Els seus vermells brillants, grocs i taronges d'inicis dels cincuentas s'havien anat transformant en blaus foscos, verds, grisos i negres. La seva última sèrie de pintures de mitjan anys seixanta, van ser grisos i negres amb vores blanques; assemblant paisatges abstractes d'una tundra o d'un desolat i desconegut país.
Rothko es trobava, durant intervinguts dels anys quaranta, enmig d'un període crucial de transició, havent estat impressionat pels camps de color abstractes de Clyfford Still; els quals van ser influenciats, en part, pels paisatges del nord de Dakota, d'on era natiu Still. El 1947, a partir d'un semestre en el qual Rothko i Still van impartir classes a l'Escola de Califòrnia d'Arts Fines (coneguda avui dia com el San Francisco Art Institute), aquests es van fer amb la idea de fundar la seva pròpia escola. Still era considerat com un dels principals pintors del Color field - els seus no-figuratives pintures es concentraven en la juxtaposició de diferents colors i superfícies. Els seus abruptes centelleigs de color feien l'efecte que una capa de color havia estat despresa de la pintura, revelant els colors jaient sota aquesta, fent al·lusió a estalactites o cavernes. Les disposicions de Still són irregulars, abruptes, amb una textura pesada i un agut contrast, com és vist en la seva pintura 1957D1.
Un altre artista que els seus més reconeguts treballs es troben relacionats punt a l'expressionisme abstracte, com al color field, és Robert Motherwell. L'estil d'expressionisme abstracte de Motherwell, caracteritzat per línies i figures vagament mesures i dibuixades, va ser influït per Joan Miró i Henri Matisse. Les sèries Elegy to the Spanish republic No. 110 (1971) de Robert Motherwell, representen ambdues tendències, mentre que les seves Open sèries de finals dels seixanta, setenta i huitanta, ho posicionen fermament dins del camp del color field. En 1970, Motherwell va dir: "Al llarg de la meva vida, el pintor del segle XX al que més he admirat ha estat Matisse". Això fa al·lusió a diverses de les seves sèries de pintures, les quals reflecteixen la influència de Matisse; més notablement els seus <<Open series>> que s'acosten a les clàssiques obres del color field.
Barnett Newman és considerat com una de les majors figures en l'expressionisme abstracte, així com del color field. Els treballs de Newman es troben caracteritzats per àrees pures i planes de color, separades per primes línies verticals, o franges, com Newman solia cridar-les. Aquest estil es troba exemplificat per Vir heroicus sublimis, present en la col·lecció del MoMA. El mateix Newman pensava que havia aconseguit el seu punt de maduració artística amb l'estil utilitzat en les sèries Onement de 1948. Les franges definien l'estructura espacial de la pintura, alhora que també unien i dividien la composició. Encara que les pintures de Newman semblessin del tot abstractes, i moltes d'elles no expliquessin a l'origen amb un títol, els noms que aquest els va brindar posteriorment donaven a entendre temes específics, freqüentment relacionats amb aspectes jueus. Per exemple, dues pintures de principis dels cinquanta, van ser titulades Adam and Eve; a més, també van existir pintures com Uriel (1954) i Abraham (1949), una pintura fosca en la qual, en conjunt amb el nom del patriarca bíblic, va aparèixer també el nom del pare de Newman, qui havia mort en 1947. Les obres tardanes de Newman, tals com les sèries Who's afraid of red, yellow and blue, van utilitzar colors purs i vibrants, freqüentment posicionats en llargs llenços.
Jackson Pollock, Adolph Gottlieb, Hans Hofmann, Barnett Newman, Clyfford Still, Mark Rothko, Robert Motherwell, Ad Reinhardt i Arshile Gorky (en les seves últimes obres) es van trobar entre els pintors prominents de l'expressionisme abstracte que Greenberg va identificar com estant connectats a la pintura del Color field entre 1950 i 1960.
Encara que Pollock es troba estretament associat amb el action painting a causa del seu estil, tècnica i a la seva aplicació física de la pintura, els crítics d'art han relacionat les seves obres tant al camp del action painting com del color field. Una altra visió crítica portada per Clement Greenberg connecta els llenços de Pollock amb les Water lilies de gran escala de Claude Monet, fetes durant els anys veintes. Greenberg, el crític d'art Michael Fried i uns altres, han observat que els sentiments representats en les obres de Pollock - les seves pintures "gotejants" - es llegeixen com a amplis camps d'elements lineares construïts. Així mateix, aquests són freqüentment llegits com a vasts complexos de pintura sobre camps de color i dibuix, relacionats amb els Monets tardans, amb àmplies dimensions i construïts a través de múltiples passatges de pinzellades i marques, que també poden ser interpretats com a camps de color i dibuix utilitzats per construir les superfícies de la pintura. L'ús de composició de Pollock al llarg de tot el llenç va permetre una connexió física i psicològica amb la forma mitjançant la qual els pintors del color field, tal com Newman, Rothko i Still van construir les seves superfícies uniformes o, en el cas de Still, les seves superfícies tallades. En diverses de les pintures que Pollock va generar després del seu període de pintures "gotejants" (1947-1950), va utilitzar una tècnica de tenyit de pintura d'oli i de pintura per a cases sobre el llenç. Durant 1951 va produir una sèrie de pintures semi-figuratives amb taques negres, i en 1952 va produir pintures tacades utilitzant color. En la seva exhibició de novembre de 1952, en la Galeria Sídney Janis de Nova York, Pollock va presentar Number 12, 1952, una gran pintura tacada que assemblava un paisatge amb colors brillants (amb una capa de pintura goteante de to fosc)); la pintura va ser adquirida per Nelson Rockefeller per a la seva col·lecció personal. El 1960 la pintura va ser severament danyada per un incendi en la mansió del governador en Albany, incendi en el qual una pintura Arshile Gorky, juntament amb altres obres de la col·lecció Rockefeller es van veure perjudicades. No obstant això, el 1999 l'obra va ser restaurada i instal·lada en el Mall de Albany.
Arshile Gorky és considerat com un dels pares fundadors de l'expressionisme abstracte i com un surrealista, aquest també va ser un dels primers pintors de l'Escola de Nova York a utilitzar la tècnica de la tinció. Gorky va crear amplis camps de color continu, vívid i obert, que va utilitzar en moltes de les seves pintures com a "sòls". En les obres més efectives i reconegudes de Gorky d'entre els anys 1941-1948 va utilitzar, constantment, intensos camps de color, permetent a la pintura córrer i degotar per sota i al voltant de les seves familiars formes orgàniques i de les seves delicades línies. Un altre pintor de l'expressionisme abstracte les obres del qual dels anys quaranta duen a la ment les pintures "tacades" dels anys seixanta i setenta és James Brooks. Brooks va utilitzar regularment la tècnica de la "tinció" en les seves pintures de 1940. Aquest va començar diluint les seves pintures en oli amb la finalitat d'obtenir colors fluids que poguessin degotar en els llenços. Aquests treballs eren combinats freqüentment amb cal·ligrafia i figures abstractes. Durant les tres dècades finals de la seva carrera, l'estil de Sam Francis d'un expressionisme abstracte brillant i d'àmplies dimensions es va trobar freqüentment relacionalo amb les obres del color field. Les seves pintures van combinar tots dos camps dins de la rúbrica de l'expressionisme abstracte: el action painting i el color field.
Havent observat les pintures en oli negre de Jackson Pollock de 1951, Helen Frankenthaler va començar a produir pintures "entintades" en colors variats d'oli sobre llenços en blanc. La seva peça més famosa s'aquest període va ser Mountains and sea. Ella és una de les originadoras del moviment del color field que va emergir a la fi de 1950. Frankenthaler també va estudiar amb Hans Hofmann. Les pintures de Hofmann representen una simfonia de color, com en The gate (1959-1960). Hofmann va ser reconegut no només com a artista, però també com a mestre d'art, punt en el seu natal Alemanya com als Estats Units. Hans Hofmann, qui va arribar als Estats Units d'Alemanya a inicis de 1930, va portar amb si un llegat del modern. Aquest era un artista jove, que treballava a París abans de la Primera Guerra Mundial. Hofmann va treballar a París amb Robert Delaunay, i va conèixer de primera mà el treball innovador punt de Pablo Picasso com de Henri Matisse. El treball de Matisse va tenir una enorme influència en ell i en el seu enteniment del llenguatge expressiu del color i les potencialitats de l'abstracció. Hofmann va ser un dels primers teòrics de la pintura del color field. Les seves teories van ser influents punt per a artistes com per a crítics, particularment per Clement Greenberg, així com per a uns altres durant els anys trenta i quaranta. El 1953, Morris Louis i Kenneth Noland es van trobar profundament influenciats per les pintures entintades d'Helen Frankenthaler després d'haver visitat el seu estudi a la ciutat de Nova York. Tornant a Washington D. de C., van començar a produir treballs majors que van donar motiu al moviment del color field a la fi dels anys cincuentas.

El 1972, el curador d'art del Museu d'Art Metropolità, Henry Geldzahler va dir:
Clement Greenberg va incloure els treballs de Morris Louis i Kenneth Noland en un espectacle que aquest va realitzar en la Galeria Kootz a inicis de 1950. Clem era el primer a veure el potencial. Ell els va convidar a Nova York en 1953, al que em sembla que era l'estudi d'Helen, per veure una pintura que ella acabava de realitzar, titulat Mountains and sea, una molt bella pintura que es trobava, en cert sentit, fora de Pollock i de Gorky. Aquesta era també una de les primeres pintures de tintura, una de les primeres pintures de camp de grans dimensions en la qual la tècnica de tintura va ser utilitzada, sinó que la primera. Louis i Noland van veure la pintura desenrotllada en el pis del seu estudi i van tornar a Washington D. de C. Van treballar junts per un temps, concentrant-se en les implicacions d'aquest tipus de pintura.
Les pintures de Morris Louis es van moure d'un expressionisme abstracte cap a una nova adreça prop del color field i del minimalisme. La seva pintura, Where (1960) va representar una innovació important que mouria el seu camp de pintura cap al color field. Entre els majors treballs de Louis destaquen una sèrie de pintures pertanyents al color field. Algunes de les seves millors sèries són la Unferleds, els Veils, els Florals i les Stripes o Pillars. De 1929 a 1933, Louis va estudiar en l'Institut Maryland d'Arts Fines i Apliques (ara el Col·legi Maryland d'Art). Va treballar en diversos llocs per sustentar-se a si mateix mentre pintava, i en 1935 va ser president de l'Associació Baltimore d'Artistes. De 1936 a 1940, va viure a Nova York i va treballar en la divisió d'Administració del Progrés de Treballs del Projecte Federal d'Art. Durant aquest període, va conèixer a Ashile Gorky, David Alfaro Siqueiros i Jack Tworkov, tornant a Baltimore el 1940. El 1948 va començar a utilitzar pintura magna - pintura d'oli basada en acrílic -. El 1952, Louis es va mudar a Washington, D. de C. Vivint a Washington es va trobar distanciat de l'escena artística de Nova York i va treballar en complet aïllament. Ell i un grup d'artistes entre els quals figurava Kenneth Moland, van ser centrals per al desenvolupament del color field. El punt bàsic en el treball de Louis i d'altres pintors del color field, algunes vegades coneguts com l'Escola del Color de Washington, en contrast a la majoria dels nous acostament de finals dels anys cinquanta i inicis dels seixanta, és la gran idea simplificada que constitueix la imatge de la pintura acabada.
Kenneth Noland, treballant a Washington D. de C., va anar també pioner del moviment del color field a la fi dels anys cinquanta. Aquest va utilitzar una sèrie de formats importants en les seves pintures. Algunes de les seves majors sèries són Targets, Chevrons i Stripes. Noland va atendre al Col·legi Black Mountain d'art experimental i va estudiar art en el seu estat natal de Carolina del Nord. Noland va estudiar amb el professor Ilya Klee, específicament la seva sensibilitat al color. El 1948 i 1949 va treballar juntament amb Ossip Zadkine a París, i a inicis dels anys cinquanta va conèixer a Morris Louis a Washington, D. de C.

El 1970, el crític d'art, Clement Greenber, va esmentar:
 Posicionaria a Pollock, juntament amb Hofmann i Morris Louis en aquest país, entre els majors pintors d'aquesta generació. Actualment, no considere que existeixi algú més en la mateixa generació a Europa que pugui igualar-los. A Pollock no li agradaven les pintures de Hofmann. No podia realitzar-les. No es prenia la molèstia de fer-ho. I a Hofmann no li agradaven les pintures de Pollock, així com molts dels amics artistes de Pollock tampoc podien realitzar les coses que aquest havia fet de 1947 a 1950. No obstant això, les pintures de Pollock vivien o morien en el mateix context que les de Rembrandt, Ticià, Velázquez, Goya, David, Manet, Rubens o Michelangelo Buonarroti. No hi ha interrupció, no hi ha transformació aquí. Pollock va demanar ser avaluat pel mateix ull que pogués veure què tan bé era Rafael quan aquest era bé o Piero della Francesca quan era bé.

## Moviment del color field
A meitat dels anys cinquanta i inicis dels seixanta, artistes joves van començar a trencar, estèticament, amb l'expressionisme abstracte, experimentant amb noves formes de construir imatges i noves maneres amb les quals bregar amb el color i la pintura. A inicis de 1960 diversos i variats moviments en la pintura abstracta es van trobar relacionats entre ells, sent superficialment catalogats com a similars, encara que resultaven ser profundament diferents en el llarg termini. Alguns dels nous estils i moviments que van aparèixer a inicis dels sesentas, en resposta a l'expressionisme abstracte, van ser anomenats: Escola del Color de Washington, Pintura Hard-edge, Abstracció geomètrica, Minimalisme i Color field.
Gene Davis va anar també un pintor conegut per les seves pintures en franges verticals de color, com Black Grey Beat (1964). Aquest també va ser un membre del grup de pintors abstractes a Washington, D. de C. durant els anys seixanta, conegut com l'Escola del color de Washington. Els pintors de Washington també es van trobar entre els més prominents del color field de mitjan segle.
Els artistes associats amb el moviment del color field durant 1960 es van distanciar d'aquest moviment i es van enfocar a l'ús de superfícies clares i del gestalt. Durant principis i meitat dels seixanta, la pintura del color field va ser el terme de treball d'artistes com Anne Truitt, John McLaughlin, Sam Francis, Sam Gilliam, Thomas Downing, Ellsworth Kelly, Paul Feeley, Friedel Dzubas, Jack Bush, Howard Mehring, Gene Davis, Mary Pinchot Meyer, Jules Olitski, Kenneth Noland, Helen Frankenthaler, Robert Goodnough, Ray Parker, Al Held, Emerson Woelffer, David Simpson, i uns altres els treballs del qual es trobaven formalment relacionats a una segona generació d'expressionistes abstractes, així com a artistes més joves com Larry Poons, Ronald Davis, Larry Zox, John Hoyland, Walter Darby Bannard i Frank Stella. Tots ells s'estaven movent en una nova adreça, distanciada de la violència i l'ansietat de l'acció painting, cap a una nou i més calmat llenguatge del color.
Encara que el color field es troba relacionat amb Clemente Greenberg, aquest preferia utilitzar el terme de "abstracció post-pictòrica". El 1964, Clemente Greenberg fou curador d'una exhibició important que va viatjar al llarg del país coneguda com a "abstracció post.pictòrica". L'exhibició va expandir la definició de la pintura del color field, dirigint-se, clarament, cap a una nova adreça en la pintura nord-americana, lluny de l'expressionisme abstracte. El 2007, la curadora Karen Wilkin va treballar en un projecte anomenat "El color com un camp: Pintura americana 1950-1975" que va viatjar a diversos museus al llarg dels Estats Units. L'exposició mostrava diversos artistes representant dues generacions de pintors del color field.

El 1970, el pintor Jules Olitski va dir:
 No sé què és el que pintura del color field significa. Crec que el terme va ser, probablement, inventat per algun crític, la qual cosa està bé. No obstant això, no considero que la frase signifiqui alguna cosa. Pintura del color field? Vull dir, què és color? La pintura no té res a veure amb moltes coses. El color es troba entre les coses amb les quals té a veure. Ha de vr amb la superfície. Té a veure amb la forma, té a veure amb els sentiments, els quals són més difícils d'aconseguir.
Jack Bush va ser un pintor canadenc de l'expressionisme abstracte nascut a Toronto, Ontario en 1909. Bush es va veure fortament vinculat a aquests dos moviments que van emergir dels esforços dels expressionistes abstractes: el color field i l'abstracció lírica. Va ser un membre dels Onze pintors, grup fundat per William Ronald en 1954 per promoure la pintura abstracta a Canadà, i qui es va trobar influenciat en el seu art pel crític nord-americà, Clement Greenberg. La seva pintura, Big A és un exemple de les seves pintures del color field de finals dels anys seixanta.
Durant finals de 1950 i inicis de 1960, Frank Stella va ser una figura significant en el sorgiment del minimalisme, l'abstracció postpictórica i el color field. Els seus llenços amb formes dels sesentas, com Harrah II (1967), van revolucionar la pintura abstracta. Una de ´les característiques més rellevants de les pintures de Stella és l'ús de la repetició, les seves pintures Black Pin Stripe de 1959 van sorprendre i commocionat un món de l'art que es trobava poc habituat a veure imatges monocromàtiques i repetitives, pintades de forma plana, gairebé sense inflexió. Durant 1960, Stella va crear múltiples sèries de pintures d'alumini i de coure amb diferents formes, abans de fer els seus llenços amb múltiples colors i asimètrics de finals de 1960. L'acostament i relació de Frank Stella a la pintura del color field no va ser permanent o central en la seva oferta creativa; sobretot a causa que el seu va treballar es va tornar més tridimensional després de 1980.
A la fi de 1960, Richard Diebenkorn va començar les seves sèries Ocean Park, creades durant els últims vint-i-cinc anys de la seva carrera i que són exemples importants de la pintura del color field. Les sèries Ocean Park, exemplificades per Ocean Park No. 129, connecten els seus primers treballs de l'expressionisme abstracte amb les obres de color field. Durant els inicis de 1950, Richard Diebenkorn va ser conegut com un expressionista abstracte, i les seves abstraccions gestuals van ser properes a l'Escola de Nova York quant a la seva sensibilitat, però també van estar fermament basades en el la sensibilitat de l'expressionisme abstracte de San Francisco, lloc on Clyfford Still va tenir una considerable influència en artistes més joves, en virtut d'haver ensenyat en l'Institut d'Art de San Francisco.
Per intervinguts dels anys cinquanta, Richard Diebenkorn, juntament amb David Park, Elmer Bischoff i molts altres van formar l'Escola Figurativa de l'Àrea de la Badia, amb una tornada a la pintura figurativa. Durant el període entre la tardor de 1964 i la primavera de 1965, Debenkorn va viatjar a través d'Europa, atorgant-se-li una visa cultural per visitar i veure les pintures de Manises en els més importants museus russos. Va viatjar a la Unió Soviètica per estudiar les pintures de Henri Manises en els museus russos, que rarament eren vists fora de Rússia. Quan va tornar a la pintura de l'Àrea de la Badia a mitjan 1965, els seus treballs resultants van resumir tot el que havia après del seu més d'una dècada com a figura capdavantera de la pintura figurativa. El 1967, amb el seu retorn al camp de l'abstracció, les seves obres van tenir un paral·lel a moviments com el del color field i l'abstracció lírica, però va romandre independent de tots dos.
Durant finals dels seixanta, Larry Poons, les primeres pintures de punt que va realitzar, van ser associades amb l'Art Op, va començar a produir pintures amb formes més lliures, a les quals se'ls va fer referència com les seves pintures Lozange Ellipse (1967-1968). Juntament amb John Hoyland, Walter Darby Bannard, Larry Zox, Ronald Davis, Ronnie Landfield, John Seery, Pat Lipsky, Donen Christensen, i altres artistes joves un nou moviment, relacionat a la pintura del color field va començar a formar-se. Aquest es va dir abstracció lírica. Els anys seixanta van veure emergir pintors que es van tornar cap a una inflexió de la superfície, representacions profundes del paisatge i un toc pictòric que es fusionava amb el "llenguatge" del color. Entre la nova generació de pintors abstractes que van emergir combinant la pintura del color field amb l'expressionisme de la vella generació, també es van començar a combinar elements complexos de l'espai i de la superfície en els seus treballs. Per 1970, Poons va crear pintures pesades, amb una pell gruixuda i esquerdada, referides com a "pintures de pell d'elefant"; mentre que Christensen va ruixar llaços, colorides línies de tela i cal·ligrafia a través de camps multi-color i superfícies delicades. Les pintures de bandes tacades de Ronnie Landfield són reflex tant de les pintures de paisatge xinès, com de l'idioma del color field de les pintures tacades de John Seery, exemplificades per East, 1973, de la Galeria Nacional d'Art d'Austràlia. Poons, Christensen, Davis, Landfield, Seery, Lipsky, Zox i molts altres, van crear pintures que van vincular la pintura del color field amb l'abstracció lírica i van comportar a generar una nova èmfasi en el llenguatge, gest i "toc".

## Generalitats
La pintura del color field es troba relacionada amb l'abstracció pospictórica, el suprematismo, l'expressionisme abstracte i l'abstracció lírica. Inicialment, va fer referència a un tipus particular d'expressionisme abstracte, especialment a les obres de Mark Rothko, Clyfford Still, Barnett Newman, Robert Motherwell, Adolph Gottlieb i nombroses sèries de pintures de Joan Miró. El crític d'art, Clement Greenberg va percebre a la pintura del color field com un moviment relacionat, però diferenciat, del action painting
Una important distinció que va fer al color field diferent de l'expressionisme abstracte va ser la forma en la qual es va manejar la pintura. Una de les formes fonamentals per definir la tècnica d'una pintura és l'aplicació de la pintura mateixa; i els pintors del color field van revolucionar la forma en què aquesta podia ser efectivament aplicada.
El color field va buscar separar a l'art de la seva retòrica supèrflua. Artistes com Barnett Newman, Mark Rothko, Clyfford Still, Adolph Gottlieb, Morris Louis, Jules Olitski, Kenneth Noland, Friedel Dzubas, Frank Stella i uns altres, van utilitzar freqüentment formats extremadament reduïts, amb dibuixos que anaven des de l'essencialment simplificat, al repetitiu i als sistemes regulats, amb referències bàsiques a la naturalesa i un altament articulat i psicològic ús del color. En general, aquests artistes van eliminar l'imaginari recognoscible en favor de l'abstracció. Certs artistes van citar referències a l'art passat o present, però les pintures general del color field presenten l'abstracció com una fi en si mateix. En l'intentar aconseguir aquesta adreça d'art modern, aquests artistes volien presentes cada pintura com una imatge unificada, amb cohesió i monolítica, freqüentment dins de sèries de tipus relacionats.

En distinció a l'energia emocional i gestual de les marques de la superfície i del maneig de la pintura utilitzat per expressionistes abstractes com Jackson Pollock i Willem de Kooning, la pintura del color field va aparèixer, inicialment, com a freda i austera. Els pintors del color field van esborrar el distintiu individual a favor de llargues, planes, tacades i xopades àrees de color, considerades com la naturalesa essencial de l'abstracció visual, juntament amb la forma actual del llenç, la qual, Frank Stella en particular, va aconseguir engendrar de formes inusuals amb combinacions de cantonades corbes i rectes. No obstant això, la pintura del color field ha demostrat ser punt sensual com extremadament expressiva, encara que en una forma diferent a la de l'expressionisme abstracte. Negant la connexió amb l'expressionisme abstracte o amb qualsevol altre moviment artístic, Mark Rothko va parlar clarament sobre les seves pintures el 1956:
No són un abstraccionista... No estic interessat en la relació del color o de la forma, o de qualsevol altra cosa... Estic interessat, solament, a expressar les més bàsiques emocions humanes — tragèdia, èxtasi, pena, etc. — i el fet que moltes persones s'esquerdin i plorin quan s'enfronten a algunes de les meves obres demostra que em comunico amb aquestes emocions humanes bàsiques. Les persones que sangloten davant les meves pintures estan tenint aquesta mateixa experiència religiosa que jo vaig tenir quan les pinti. I si tu, com tu dius, et trobes commogut per les relacions del color, llavors t'estàs perdent el punt!

### Stain painting
Joan Miró va ser un dels primers i més reeixits pintors del stain painting. Encara que el "tacar" a través de l'oli fos considerat com a perillós per al llenç de cotó en el llarg termini, l'exemple de Miró durant els anys vint, trenta i quaranta va ser una inspiració i influència per a les generacions més joves. Una de les raons de l'èxit del moviment del color field va ser la tècnica del tacat. Artistes barrejarien i diluirien la seva pintura en cubetes o llaunes de cafè per crear un líquid fluid el qual abocar sobre el llenç net, generalment Cotton Duck. La pintura també podia ser aplicada a través de la brotxa, enrotllada, llançada o ruixada sobre la fàbrica del llenç. Generalment, els artistes dibuixarien figures i àrees mentre el llenç es tacava. Molts artistes diferents van utilitzar el tacat com una tècnica per a les seves obres. James Brooks, Jackson Pollock, Helen Frankenthaler, Morris Louis, Paul Jenkins i dotzenes d'altres artistes van trobar que l'abocar i tacar obria les portes cap a innovacions i mètodes revolucionaris de dibuixar i expressar significat de diferents maneres. El nombre d'artistes que va utilitzar aquesta tècnica el 1960 va incrementar considerablement amb la disponibilitat de la pintura d'acrílic. El tacar el llenç de cotó a través de la pintura d'acrílic era més benigne i menys nociu per a la tela del llenç que la pintura d'oli. El 1970, l'artista Helen Frankenthaler va comentar sobre la seva tècnica del tacat:
Quan vaig començar a utilitzar el tacat en les meves pintures vaig deixar àmplies àrees del llenç sense pintar, pensant que el llenç treballava per si mateix, i positivament, com a pintura, línia o color. En altres paraules, la mateixa base era part del mitjà, de manera que en lloc de pensar en ella com a fons, espai negatiu o com un espai vuit, l'àrea no necessitava pintura perquè tenia pintura al seu costat. El punt era decidir on deixar-la, on omplir-la i on dir si això no requeria d'una altra línia o d'una altra gamma de colors. És dir-ho a l'espai.

### Spray painting
De forma sorprenent, pocs artistes van utilitzar la tècnica la pistola d'aerosol per crear llargs camps de color ruixats a través del llenç durant els anys seixanta i setanta. Alguns pintors que van utilitzar efectivament el spray painting inclouen a Jules Olitski, qui va ser pioner en aquesta tècnica del spray que va cobrir les seves llargues pintures amb capa rere capa de color diferents, freqüentment canviant gradualment. Altres importants innovacions van ser l'ús de la tècnica del spray de Donen Christensen per crear llaços de colors brillants, ruixats en clares marques de cal·ligrafia al voltant de les seves pintures de gran escala. William Pettet, Richard Saba i Albert Stadler van utilitzar la tècnica per crear camps de color de gran escala i de multi-color; mentre que Kenneth Showell va ruixar sobre llenços arrugats i va crear la il·lusió d'interiors abstractes i vius. Molts dels pintors del spray painting van estar actius durant finals dels seixanta i setanta.

### Franges
Les franges van ser un dels vehicles més populars utilitzats per diversos pintors del color field en una varietat de diferents formats. Barnett Newman, Morris Louis, Jack Bush, Gene Davis, Kenneth Noland i David Simpson, tots van fer sèries importants de pintures de franges. Encara que el no els cridaria franges, sinó "zips", les franges de Barnett Newman van ser en la seva majoria verticals, de variades amplàries i espaiats variats. En el cas de Simpson i Noland, les seves pintures de franges van ser en la seva majoria horitzontals, mentre que Gene Davis va pintar franges verticals i Morris Louis va pintar, en la seva majoria, pintures de franges verticals, reconegudes freqüentment com a "pilars". Jack Bush va tendir a fer punt pintures de franges verticals com a horitzontals, així com amb angles.

### Pintura Magna
Magna, un tipus especial de pintura d'acrílic per a ús artístic, va ser desenvolupat per Leonard Bocour i Sam Golden en 1947, sent reformulat en 1960, específicament per Morris Louis i altres pintors del stain painting del moviment del color field. En el magna, els pigments tenen la seva base en una resina d'acrílic basada en un solvent d'alcohol. Al contrari dels acrílics basats en aigua moderns, el magna és miscible amb trementina o esperits minerals, assecant-se ràpidament per obtenir un acabat mat o brillant. Va ser utilitzat extensament per Morris Lous i Friedel Dzubas, i també per l'artista de l'Art Pop, Roy Lichtenstein. Els colors del magna són més vívids i intensos que les pintures regulars d'acrílic amb base en aigua. Louis va utilitzar la pintura magna en grans proporcions en les seves Sèries de franges,on els colors van ser utilitzats no diluïts i van ser abocats sense van barrejar directament des de la llauna.

### Pintura d'acrílic
El 1972, l'abans curador del Museu d'Art Metropolità, Henry Geldzahler va dir:
 El color field, curiosament suficient o tal vegada no, va començar una forma viable de pintar exactament al mateix temps que la pintura d'acrílic, la nova pintura de plàstic, va començar a existir. Va ser com si la nova pintura demandés una nova possibilitat en l'art, i com si els pintors arribessin a ella. La pintura d'oli, que té un mitjà que és summament diferent, que no és basat en aigua, sempre deixa un rastre d'oli al voltant de les ribes del color. La pintura d'acrílic es deté en el seu mateix marge. La pintura del color field va arribar al mateix temps que aquesta nova pintura.
Els acrílics es van fer comercialment disponibles en els cinquanta com a pintures basades en minerals conegudes com a pintura magna, ofertes per Leonard Bocour. Les pintures d'acrílic amb base en aigua van ser subsequentement venudes com a pintures de casa de "làtex", encara que la dispersió de l'acrílic no utilitzés formes derivades de làtex d'un arbre de goma. Les pintures de làtex d'interiors tendien a ser una combinació de materials com a acrílic, vinil i acetat, entre d'altres. Les pintures d'exterior de látex també podien ser una mescla de polímers, però les millors pintures eren cent per cent d'acrílic.
Ràpidament, després que les pintures d'acrílic amb base en aigua van ser introduïdes com a pintures per a cases, tots dos artistes, els primers dels qui van ser muralistes mexicans, i companyies van començar a explorar el potencial dels nous components. Els pintures d'acrílic poden ser aprimades amb aigua i utilitzades "rentats" en la mateixa forma que les pintures d'aquarel·la, encara que aquestes van ser permanents una vegada seques. Pintures de qualitat artística solubles en aigua es van fer comercialment disponibles a inicis de 1960, ofertes per Liquitez i Bocour sota la marca de Aquatex. Solubles en aigua, Aquatex i Liquitex, van provar ser ideals pel stain painting. Aquesta tècnica amb acrílics solubles en aigua feia als colors diluïts enfonsar-se i retenir-se ràpidament en el llenç. Pintors com Kenneth Noland, Helen Frankenthaler, Donen Christensen, Sam Francis, Larry Zox, Ronnie Landfield, Larry Poons, Jules Olitski, Gene Davis, Ronald Davis, Sam Gilliam i uns altres, van utilitzar reeixidament els acrílics amb base en aigua per a les seves noves pintures tacades del color field.

### Llegat: influències
El dir que el llegat artístic de la pintura del segle XX és un llarg i ininterromput procés d'influències i de complexes interrelacions no seria exacte. L'ús de llargs i oberts camps de color expressiu, aplicats en prociones generoses de pintura, acompanyades per dibuixos folgats (punts de línies vagues o de contorns figuratius) pot ser vist, en primera instància, en els treballs d'inicis del segle xx, punt de Henri Matisse com de Joan Miró. Matisse i Miró, així com Pablo Picasso, Paul Klee, Vassili Kandinski i Piet Mondrian, van influir directament en els expressionistes abstractes, en els pintors del color field, de l'abstracció postpictórica i els expressionistes lírics. Nord-americans del segle xix com Augustus Vincent Tack i Albert Pinkham Ryder, juntament amb els modernistes primerencs com Georgia O'Keeffe, Marsden Hartley Stuart Davis, Arthur Dove i els paisatges de Milton Avery, també van crear els precedents i van influir en els expressionistes abstractes, en els pintors del color field i dels abstraccionistas lírics. Les pintures de Henri Matisse, French Window at Collioure, i View of Notre Dame de 1914 van crear una àmplia influència en els pintors del color field en general (incloent les Open Sèries de Robert Motherwell) i les pintures de Richard Diebenkorn, Ocean Park, específicament. D'acord amb la historiadora d'art, Jane Livingston, Diebenkorn va veure les pintures de Matisse en una exhibició a Los Angeles en 1966, les quals van tenir un enorme impacte en ell i en el seu treball. Jane Livingston va dir sobre l'exhibició de Matisse de gener de 1966 que Diebenkorn va observar a Los Angeles:
 És molt difícil no adscriure un enorme pes a aquesta experiència en l'adreça que el seu treball va prendre des d'aquest moment. Les dues pintures que ell va veure es plasmen en gairebé tots els llenços de Ocean Park. View of Notre Dame i French Window Collioure, tots dos pintats en 1914, van ser posades a la vista per primera vegada als Estats Units.
Livingston continua dient que Diebenkorn va deure haver experimentat French Window at Collioure com una epifania.

Joan Miró va ser un dels artistes més influents del segle xx. Miró va ser pioner en la tècnica del tacat, creant fons borrosos amb núvols multi-colors en pintura prima d'oli, al voltant de 1920 i 1930; damunt de la qual cosa va afegir cal·ligrafia, caràcters i un abundant lèxic de paraules i imaginari. Arshile Gorky, obertament va admirar el treball de Miró i va pintar obres similars abans de descobrir la seva pròpia originalitat a inicis dels quaranta. Durant els sesentas, Miró va pintar llargs camps radiants de color, vigorosament pintats en blau, blanc i altres camps monocromàtics de color; amb orbes negres borroses i formes similars a la cal·ligrafia, surant a l'atzar. Aquests treballs es van assemblar a les pintures del color field de les generacions més jóbenes. El biógrado, Jacques Dupin va dir sobre el treball de Miró durant els seixanta:
 Aquests llenços mostren afinitats - Miró no intenta negar això - amb les cerques de la nova generació de pintors. Molts d'ells, Jackson Pollock sent un d'ells, han reconegut el seu deute a Miró. Miró, en retorn, mostra gran interès en el seu treball i mai es perd d'una oportunitat per animar i donar-los suport. Així mateix, aquest tampoc considera per sota de la seva dignitat l'utilitzar els seus descobriments en algunes ocasions. 
Prenent el seu exemple d'altres modernistes europeus com Joan Miró, el moviment del color field comprèn dècades des de mitjan segle XX fins a inicis del segle XXI. La pintura del color field actualment comprèn tres generacions separades, però relacionades de pintors. Termes utilitzats freqüentment per fer referència a aquests tres grups separats, però similars, són l'expressionisme abstracte, l'abstracció postpictórica i l'abstracció lírica. Alguns d'aquests artistes van fer treballs en aquestes tres àrees, i es van relacionar a tots aquests estils. Els pioner del color field, com Jackson Pollock, Mark Rothko, Clyfford Still, Barnett Newman, Adolph Gottlieb i Robert Motherwell són pensats, originalment com a expressionistes abstractes. Artistes com Helen Frankenthaler, Sam Francis, Richard Diebenkorn, Jules Olitski, i Kenneth Noland, van anar d'una generació relativament més jove o, en el cas de Morris Louis, estèticament alineats amb les perspectives d'aquesta generació; la qual va començar com una generació d'expressionistes abstractes, però que ràpidament es va moure cap a l'abstracció pospictórica. Mentre que artístas més joves com Frank Stella, Ronald Davis, Larry Zox, Larry Poons, Walter Darby Bannard, Ronnie Landfield, Donen Christensen, van començar amb l'abstracció pospictórica i enetualmente es van moure cap a un nou tipus d'expressionisme abstracte, referit com a abstracció lírica. Molts d'aquests artistes esmentats, així com molts altres, han practicat les tres maneres en una sola fase de les seves carreres. Durant les últimes fases de la pintura del color field, com a reflex del zeitgeist dels seixanta tardans (en els quals tot va començar a aparèixer sòl) i l'ansietat de l'edat (amb les incerteses del temps) van convergir amb el gestalt de l'abstracció post-pictòrica, produint l'abstracció lírica, la qual va combinar la precisió de l'idioma del color field amb la vaguetat de l'expressionisme abstracte. Durant el mateix període dels seixanta seixanta i els setanta a Europa, Gerhard Richter, Anselm Kiefery molts altres artistes també van començar a produir obres d'intensa expressió, convergint l'abstracció amb les imatges, incorporant imaginari del paisatge que per a finals dels seixanta seria conegut com a neo-expressionisme.

## Pintors
La següent és una llista de pintors pertanyents al color field, així com d'algunes de les seves influències artístiques:
| - Josef Albers - Frederick Spratt - Edward Avedisian - Walter Darby Bannard - Ilya Bolotowsky - Frank Bowling - Jack Bush - Dan Christensen - Gene Davis - Ronald Davis - Robyn Denny - Richard Diebenkorn - Thomas Downing - Friedel Dzubas - Paul Feeley - Sam Francis - Helen Frankenthaler - Sam Gilliam - Robert Goodnough | - Al Held - Hans Hofmann - Wolfgang Hollegha - John Hoyland - Paul Jenkins - Ellsworth Kelly - Paul Klee - Ronnie Landfield - Morris Louis - Henri Matisse - John McLaughlin - Howard Mehring - Mary Pinchot Meyer - Joan Miró - Piet Mondrian - Robert Motherwell - Barnett Newman - Kenneth Noland | - Jules Olitski - Blinky Palermo - Ray Parker - William Perehudoff - John Plumb - Larry Poons - Paul Reed - Ad Reinhardt - Jack Roth - Mark Rothko - John Seery - David G. Sorensen - Clyfford Still - Frank Stella - Alma Woodsey Thomas - Anne Truitt - Neil Williams - Larry Zox |